# 청바지 돌려 입기
《청바지 돌려 입기》(영어: The Sisterhood of the Traveling Pants)는 2005년 개봉한 미국의 성장 코미디 드라마 영화로, 앤 브러셰어스의 동명 소설을 바탕으로 하고 있다. 앰버 탬블린, 아메리카 퍼레라, 블레이크 라이블리, 알렉시스 블레델이 서로 처음 떨어져 지내게 된 여름 동안 청바지 한 벌을 돌려입는 네 명의 십대 절친들을 연기하였다.
속편 《청바지 돌려 입기 2》(2008)로 이어진다.

## 줄거리
메릴랜드주 베세즈다에 사는 10대 소꿉친구 리아, 티비, 카먼, 브리짓은 난생 처음 서로 떨어져서 여름을 보내게 된다. 리아는 그리스 산토리니섬의 조부모님댁에서, 브리짓은 멕시코 바하칼리포르니아주 축구 캠프에서, 카먼은 사우스캐롤라이나주의 아버지집에서, 티비는 집에서 지낼 예정이다. 넷은 함께 쇼핑을 하면서 키와 체형이 전혀 다른 네 사람 모두의 몸에 신기하게도 전부 딱 맞는 청바지 한 벌을 발견한다. 이들은 이 신비한 청바지를 이번 여름 동안 공평하게 돌려입기로 결정한다.   
리나는 청바지를 입은 상태에서 바다에 빠져 익사할 뻔하지만 그 지역에 사는 코스타스가 구해준다. 알고 보니 두 사람의 집안은 오랜 앙숙이라 집안 어른들이 둘의 관계를 심하게 반대하지만 결국 리나는 할아버지에게 허락을 받는다.   
티비는 할인점에서 일하던 중 베일리라는 소녀가 실신해있는 걸 발견하고 신고한다. 후에 청바지가 베일리 집으로 잘못 배달되면서 베일리가 티비의 집에 찾아오고, 베일리는 티비의 자작 영화에 흥미를 느끼며 조수를 자청한다. 티비는 백혈병을 앓는 베일리를 살리는 데 도움이 될까 싶어 베일리에게 청바지를 주려고 하지만 베일리는 그 청바지의 마법은 티비에게만 통하는 거라며 거절한다. 베일리가 사망한 뒤 티비는 "베일리"라는 제목의 영화를 만들기로 한다.   
카먼은 백인 아버지 앨이 두 아이 폴과 크리스타가 있는 리디아와 재혼하기로 했다는 걸 알게 된다. 가톨릭교회를 믿는 푸에르토리코인인 카먼의 어머니와 정반대로 리디아, 폴, 크리스타는 전부 금발에 와스프이다. 리디아는 집에서 끝없이 배제와 무시를 당하고, 이들은 리디아가 사라져도 전혀 신경쓰지 않는다. 집으로 돌아오던 리디아는 창을 통해 앨, 리디아, 폴, 크리스타가 자신을 빼놓고 즐겁게 저녁을 먹고 있는 모습을 보고 창문에 돌을 던진 뒤 메릴랜드로 돌아간다.  
브리짓은 축구 캠프에서 코치 에릭에게 반하고, 청바지를 입고 해변에서 에릭을 따로 만나 첫 경험을 갖는다. 그러나 브리짓은 공허함을 느끼며 후회하고, 자신이 감정 기복과 우울을 겪다가 자살한 어머니를 닮은 것이 아닌가 걱정한다. 친구들은 브리짓이 어머니보다 더 강한 사람이라고 격려한다. 컬럼비아 대학교로 돌아가는 길에 에릭은 브리짓을 찾아와 두 사람이 맺은 관계에 대한 책임은 자신에게 있다고 사과하고 나중에 브리짓이 좀 더 크면 다시 기회를 달라고 말한다.  
카먼은 내키지 않지만 친구들의 설득으로 청바지를 입고 친구들과 함께 사우스캐롤라이나에서 열린 앨의 결혼식에 참석한다. 앨은 서약 직전 카먼을 중요한 가족 구성원이라고 칭하며 신부 들러리 자리로 부르고, 카먼은 사과를 받아들이며 새롭게 결성된 혼합 가족들과 하객 앞에 선다.

## 출연
- 앰버 탬블린 - 태비사 "티비" 톰코롤린스 역
- 아메리카 퍼레라 - 카먼 로웰 역
- 블레이크 라이블리 - 브리짓 브릴런드 역
- 알렉시스 블레델 - 리나 캘리가리스 역
- 브래들리 휫퍼드 - 앨버트 "앨" 로웰 역
- 낸시 트래비스 - 리디아 로드먼 역
- 레이철 티코틴 - 크리스티나 역
- 제나 보이드 - 베일리 그래프먼 역
- 마이크 보걸 - 에릭 리치먼 역
- 마이클 레이디 - 코스타스 두나스 역
- 리어나도 남 - 브라이언 맥브라이언 역
- 카일 슈미드 - 폴 로드먼 역
- 에리카 허버드 - 축구 동료 다이애나 역
- 에밀리 테넌트 - 크리스타 로드먼 역
- 어니 라이블리 - 프랜즈 브릴런드 역